# Lichsmühle
Die Lichsmühle ist eine ehemalige Wassermühle in Wiera, einem Stadtteil von Schwalmstadt im hessischen Schwalm-Eder-Kreis. Sie steht als Kulturdenkmal unter Denkmalschutz.

## Baubeschreibung
Die Lichsmühle ist ein Fachwerkhaus am westlichen Ortsrand von Wiera. Die älteste Substanz des heutigen Gebäudes stammt aus dem 17. Jahrhundert. Die westliche Traufwand und das Fachwerk der Ostwand wurden im 19. Jahrhundert in konstruktivem Fachwerk ausgeführt. Auffällig sind weit ausladende dreiviertel hohe Verstrebungen der Eck- und Bund-Stiele und durch Röllchen verzierte Balkenköpfe und Tauband-Schnitzereien an den Füllhölzern. Die Struktur eines Ernhauses ist erhalten. Im Wesentlichen ist das Mahlwerk aus dem ersten Viertel des 19. Jahrhunderts erhalten. Mit der Elektrifizierung des Mühlenwesens wurde der Mühlenbetrieb im 20. Jahrhundert ökonomisch uninteressant. 
Seit den 1970er Jahren stand die Mühle leer, und in der Folge entstanden erhebliche Fäulnisschäden. Ende der 1990er Jahre erfolgte eine denkmalgerechte Sanierung. Dabei erfolgte ein Austausch der geschädigten Hölzer und eine Reparatur der Ausfachungen in Lehmbauweise. Aus Kostengründen wurde kein neuer Anstrich aufgetragen.

## Geschichte
Die Mühle wurde 1708/10 bei der Landesaufnahme von Schleenstein als „Obermühl“ erwähnt. 1814 wird sie als „Lich(s)mühle“, später als „Lichsmühle“ und „Lichs-Mühle“ bezeichnet. Nach einer Quelle von 1747 verfügte die Mühle über einen oberschlächtigen Mahl- und Schlaggang. 
Als Eigentümer sind überliefert:
- 1747: Joh. Henrich Ungar
- 1772: Joh. Schmidt
- 1789: Jakob Doern
- 1800: Joh. Heinrich Bernhard
- 1814: Matthias Lich
- 1817: Joh. Heinrich Lich
- 1850: Matthias Lich